# (29428) Ettoremajorana
(29428) Ettoremajorana ist ein Asteroid des inneren Hauptgürtels, der von dem italienischen Amateurastronomen Vincenzo Silvano Casulli am 31. März 1997 am Osservatorio di Colleverde (IAU-Code 596) entdeckt wurde. Das von Casulli gegründete Observatorium befand sich von 1981 bis 2003 in der Stadt Guidonia Montecelio in der Metropolitanstadt Rom.
Der Asteroid gehört zur Hungaria-Gruppe. Charakteristisch für diese Gruppe ist unter anderem die 9:2-Bahnresonanz mit dem Planeten Jupiter. Der Namensgeber für die Hungaria-Gruppe ist der Asteroid (434) Hungaria. Die Sonnenumlaufbahn von (29428) Ettoremajorana ist mit mehr als 22° stark gegenüber der Ekliptik des Sonnensystems geneigt, ein weiteres Charakteristikum für Hungaria-Asteroiden.
(29428) Ettoremajorana wurde am 2. Juni 2015 nach dem italienischen Physiker Ettore Majorana (* 1906; verschollen 1938) benannt, einem Schüler Enrico Fermis. Majorana trug viel zur Theorie der Neutrinos bei.